# Sitzambuch
Sitzambuch ist ein Gemeindeteil der Stadt Schnaittenbach im Landkreis Amberg-Sulzbach (Oberpfalz, Bayern).

## Geschichte
Im Salbuch von 1283 wird in Sitzambuch ein Sedelhof als kleiner Adelssitz erwähnt. Von Ludwig dem Bayern wurden mehrmals Lehen vergeben, so 1308 an Götzprecht von Satzenhofen, 1314 an Marquard und Heinrich die Auracher, 1316 an Wolf von Nabburg und an Konrad Nothafft. 1326 wurden im Salbuch des Vizedomamtes Lengenfelden dort 14 Lehen, ein Forstlehen und ein großer Hof von Ortlieb und Marquart Zenger und des Götzfried von Sazenhofen aufgeführt.
Am 1. Mai 1978 wurde die Gemeinde Kemnath am Buchberg, zu der das Dorf Sitzambuch gehörte, in die Stadt Schnaittenbach eingegliedert.
1990 erreichte Sitzambuch eine Goldmedaille beim Bezirksentscheid und 1991 eine Bronzemedaille im Landesentscheid beim Wettbewerb Unser Dorf hat Zukunft. 1992 erreichte Sitzambuch eine Silbermedaille beim Bezirksentscheid.

## Verkehr
Sitzambuch liegt an der Kreisstraße AS 26 zwischen Schnaittenbach und Kemnath am Buchberg. Von Schnaittenbach erreicht man Sitzambuch über die Kreisstraße AS 19 und die Kreisstraße AS 26 nach 5 km.
An den öffentlichen Nahverkehr ist Sitzambuch über zwei Buslinien angebunden. Dabei handelt es sich um die Linie 44 der RBO zwischen Neuersdorf und Nabburg über Schnaittenbach (VGN-Linie 444) und um die Linie 74 der RBO zwischen Götzendorf oder Mertenberg und Schnaittenbach.
Die nächstgelegenen Bahnhöfe befinden sich in Wernberg-Köblitz (12 km), Nabburg (15 km) und in Amberg (21 km).